# 1849
1849 (MDCCCXLIX) byl rok, který dle gregoriánského kalendáře započal pondělím.

## Události

### Česko
- 23. ledna – Založena Vysoká škola báňská – Technická univerzita Ostrava.
- 4. března – Císař František Josef I. v Rakouském císařství vydal oktrojovanou ústavu[1], která však nikdy nenabyla účinnosti.
- 27. března – Vydáno guberniální nařízení, které rozložilo všechny zdravotnické náklady na všechny přímé daně jednotlivých okresů.[2]
- 10. května – Byli zatčeni účastníci připravovaného Májového spiknutí.
- 8. června – Císařským nařízením vzniklo C. k. četnictvo.
- V Příbrami vznikla Vysoká škola báňská.
- V Brně vznikla Německá vysoká škola technická.
- V Čechách bylo 1 678 lékařů a ranlékařů.[3]

### Svět
- 2. února – Papež Pius IX. vydal encykliku Ubi primum, kterou se biskupů dotazoval na jejich názor na Neposkvrněné početí Panny Marie.
- 5. dubna – Rakouští poslanci opustili Frankfurtský parlament.
- duben – V Moskvě byl dostavěn Velký kremelský palác.
- 18. června – Vojsko rozehnalo zbytky Frankfurtského parlamentu.
- 3. července – Francouzské a španělské vojsko obsadilo Řím, zanikla Římská republika, byl obnoven Papežský stát a armáda Giuseppe Garibaldiho se stáhla do San Marina.
- 13. srpna – Uherský vojevůdce Artúr Görgey kapituloval u města Világoše před ruskými a rakouskými vojsky a byla tak ukončena Maďarská revoluce.
- 23. srpna – Rakouská armáda pod vedením maršála Radeckého porazila v bitvě u Novary armádu Sardinského království.
- 18. listopadu – Království chorvatsko-slavonské se odtrhlo od Uherska a stalo se autonomní součástí Rakouského císařství.
- 21. listopadu – V Budapešti byl otevřen Széchenyi lánchíd, první most přes Dunaj.
- V norském Oslu (resp. Christianii) byl dostavěn Královský palác.

### Probíhající události
- 1817–1864 – Kavkazská válka
- 1845–1849 – Velký irský hladomor
- 1848–1849 – Revoluce v roce 1848, Revoluce v Rakouském císařství, Maďarská revoluce, Slovenské povstání
- 1848–1849 – První italská válka za nezávislost
- 1848–1852 – Prusko-dánská válka

## Vědy a umění
- Otevřeno divadlo v Žatci.
- Americký vynálezce a podnikatel Gail Borden vyrobil ze sušeného hovězího masa, kukuřičné mouky, soli a tuku výživnou trvanlivou potravinu pemikan, za kterou dostal zlatou medaili na londýnském veletrhu roku 1851. Název pemmikan, což značí „indiánský jazyk“, si s receptem vypůjčil od indiánů. Pemmikanu užívají dodnes lovci a polárníci.
- Americký inženýr James Bicheno Francis zkonstruoval vodní radiální přetlakovou turbínu.
- 1849–1854 Charles Bourseul formuloval teoretické principy telefonu. Své představy však nikdy nerealizoval.

### Knihy
- Charles Dickens – David Copperfield
- Elias Lönnrot – Kalevala

## Narození

### Česko

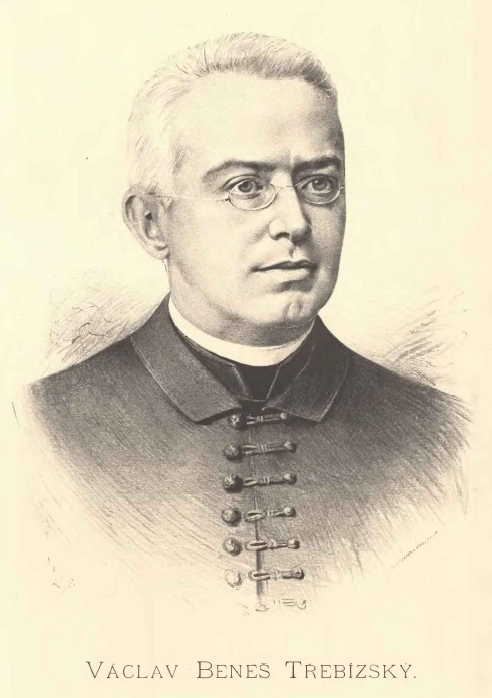
Václav Beneš Třebízský (* 27. února)

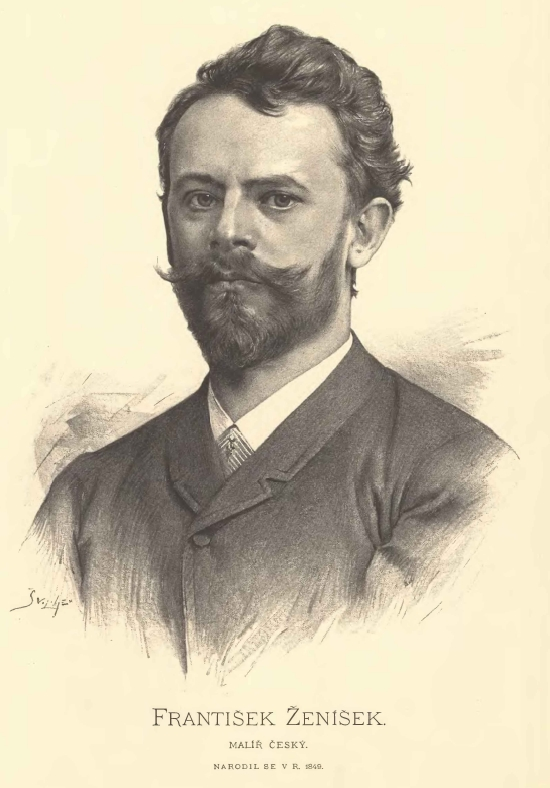
František Ženíšek (* 25. května)

- 1. ledna – Alois Epstein, pediatr († 25. října 1918)
- 31. ledna – Božena Studničková, spisovatelka († 25. listopadu 1934)
- 18. února – Julius Jeroným Christin, pedagog a amatérský archeolog († 29. ledna 1927)
- 27. února – Václav Beneš Třebízský, spisovatel a kněz († 20. června 1884)
- 2. března – Otto Pinkas, dramatik a spisovatel († 12. března 1890)
- 8. března – Josef Novák, středoškolský profesor († 21. října 1927)
- 12. března – Karel Pawlík, gynekolog a porodník († 7. září 1914)
- 18. března – Josef Hanel, teolog, kanovník olomoucké kapituly († 16. dubna 1903)
- 21. března – František Lützow, šlechtic, diplomat, historik a spisovatel († 13. ledna 1916)
- 23. března – Vojtěch Hlaváč, varhaník, dirigent, skladatel a vynálezce († 22. března 1911)
- 25. března
  - Gustav Fiedler, šestý moravskoostravský starosta († 27. dubna 1936)
  - Josef Probošt, rolník, povozník, řezbář († 20. března 1926)
- 27. března – František Adolf Šubert, spisovatel a divadelní historik († 8. září 1915)
- 21. dubna
  - Karel Pippich, právník, sokolský funkcionář, politik († 29. března 1921)
  - Jan Štrobl, typograf a překladatel († 21. července 1906)
- 8. května – Josef Kopallik, teolog, církevní historik († 21. září 1897)
- 11. května – Jan Srp, kartograf († 19. září 1913)
- 12. května – Synesius Alexandr Košťál, spisovatel († 20. února 1925)
- 13. května – Jan Dvořák, lékař a politik († 12. prosince 1916)
- 21. května – Eduard Dominik, teolog, kanovník olomoucké kapituly († 2. dubna 1919)
- 25. května – František Ženíšek, malíř († 15. listopadu 1916)
- 31. května – Jan Žáček, advokát a politik († 4. října 1934)
- 1. června – August Seydler, astronom a teoretický fyzik († 22. června 1891)
- 24. června – Antonín Procházka, sochař († 26. září 1903)
- 12. července – Moritz Adler, fotograf († 29. listopadu 1930)
- 15. července – Jindřich Geisler, moravský kněz, hudební kritik, muzikant, organizátor hudebního života († 18. března 1927)
- 8. srpna – František Karel Opa, pedagog a publicista († 6. května 1914)
- 22. srpna – Bedřich Bernau, spisovatel († 2. ledna 1904)
- 31. srpna – Josef Hyrš, politik († 3. května 1921)
- 2. září – Václav Sitte, kanovník kapituly sv. Štěpána v Litoměřicích († 19. srpna 1912)
- 17. září – Václav Juda Novotný, hudební spisovatel a skladatel († 1. srpna 1922)
- 18. září – Josef Lowag, regionální spisovatel z oblasti Jeseníků, přírodovědec († 14. března 1911)
- 19. září – Josef Boleslav Pecka, žurnalista a básník († 25. července 1897)
- 29. září – Ladislav Zavrtal, italsko-český skladatel a dirigent († 29. ledna 1942)
- 6. října – Josef Tittel, teolog, kanovník olomoucké kapituly († 7. února 1929)
- 7. října – Gustav Eim, novinář a politik († 7. února 1897)
- 15. října – Ferdinand Kocourek, spoluautor české poštovní terminologie († 20. února 1898)
- 19. října – Napoleon Manuel Kheil, entomolog († 1. listopadu 1923)
- 22. října – František Xaver Marat, generál a velmistr řádu Křižovníků s červenou hvězdou († 29. června 1915)
- 23. října – Antonín Vřešťál, rektor Karlovy univerzity († 13. ledna 1928)
- 24. října – František Vejdovský, zoolog († 4. prosince 1939)
- 1. listopadu – Václav Karel Řehořovský, matematik († 12. prosince 1911)
- 5. listopadu – Antonín Truhlář, literární historik a klasický filolog († 10. září 1908)
- 9. listopadu – Antonín Kosina, učitel, básník a spisovatel († 4. června 1925)
- 14. listopadu – Wilhelm Riedel, podnikatel ve sklářství († 1929)
- 15. listopadu – František Stratil, advokát a politik († 22. ledna 1911)
- 22. listopadu
  - Fritz Mauthner, německý novinář, filozof, básník a spisovatel († 29. června 1923)
  - František Bíza, malíř († 18. dubna 1904)
- 13. prosince – Karel Bohuš Kober, sportovec a spisovatel († 2. října 1890)
- 19. prosince – Ferdinand Vaněk, malíř a vlastivědný pracovník († 29. března 1939)
- 25. prosince – Jan Evangelista Nečas, právník, básník a překladatel († 30. ledna 1919)
- ? – Ladislav Hajniš, technik a popularizátor vědy († 2. května 1889)
- ? – Jaroslav Suida, poslanec Českého zemského sněmu, starosta Broumova († 11. září 1889)

### Svět

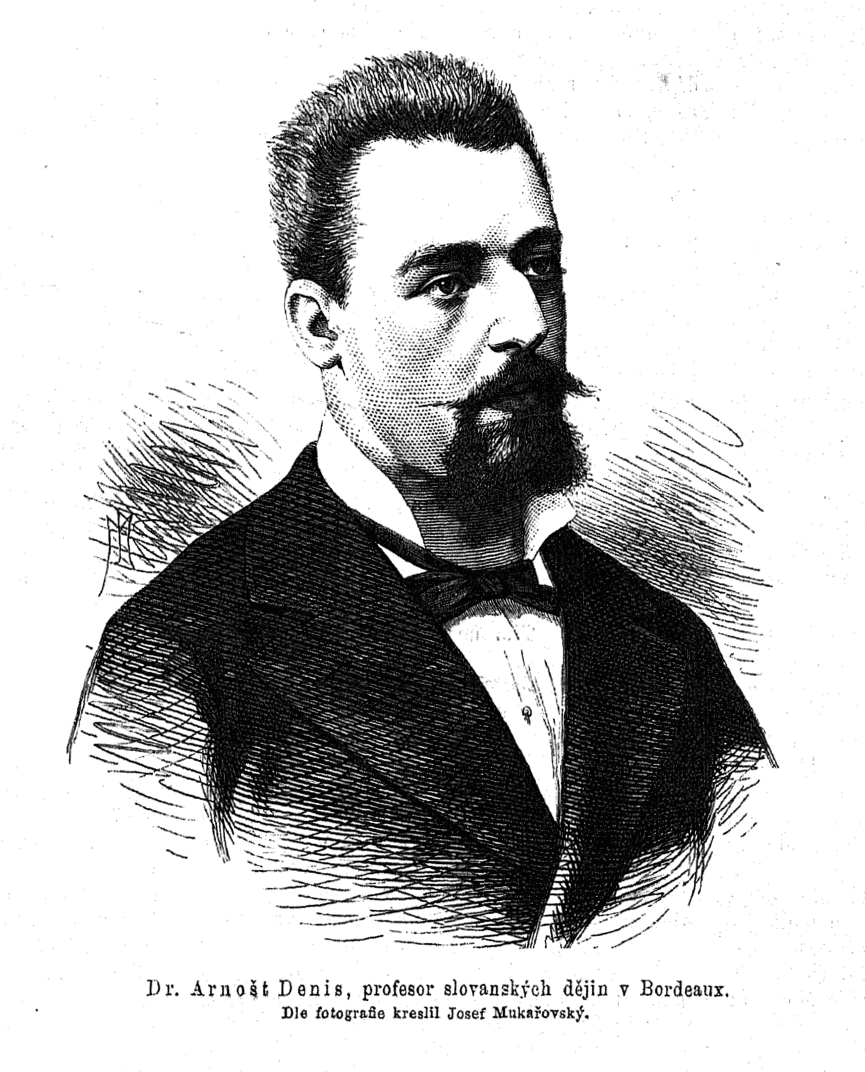
Ernest Denis (* 3. ledna)

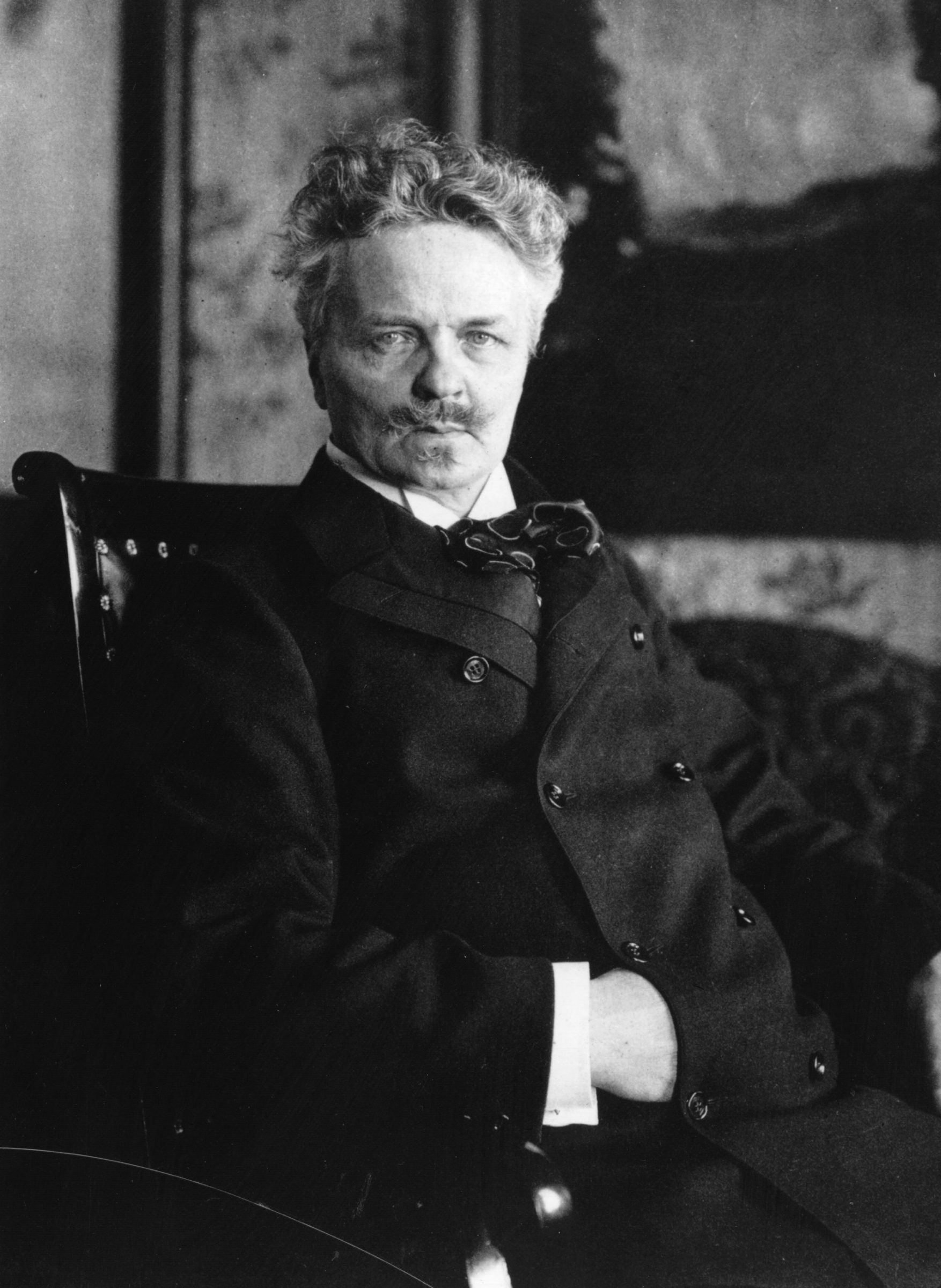
August Strindberg (* 22. ledna)

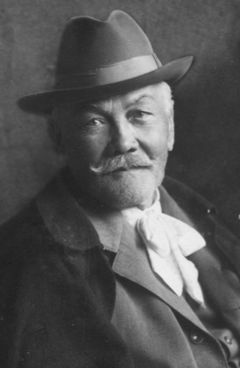
Pavol Országh Hviezdoslav (* 2. února)

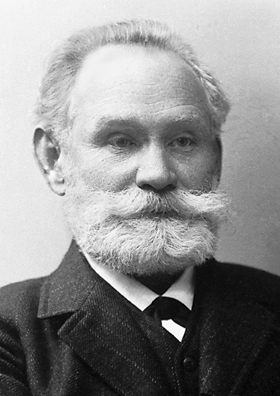
Ivan Petrovič Pavlov (* 26. září)

- 3. ledna – Ernest Denis, francouzský historik a slavista († 4. ledna 1921)
- 8. ledna – Stěpan Makarov, ruský viceadmirál, oceánograf, polární badatel a lodní konstruktér († 13. dubna 1904)
- 9. ledna – John Hartley, anglický tenista († 21. srpna 1935)
- 18. ledna – Edmund Barton, australský předseda vlády († 7. ledna 1920)
- 22. ledna – August Strindberg, švédský spisovatel, malíř, fotograf a novinář († 14. května 1912)
- 25. ledna – Matylda Marie Rakouská, rakouská arcivévodkyně († 6. června 1867)
- 27. ledna – Adolf Bachmann, rakouský historik a politik († 31. října 1914)
- 2. února – Pavol Országh Hviezdoslav, slovenský spisovatel († 8. listopadu 1921)
- 13. února
  - Wilhelm Voigt, německý švec, který se proslavil jako Hejtman z Kopníku († 3. ledna 1922)
  - Randolph Churchill, britský politik († 24. ledna 1895)
- 14. února – Dominik Skutecký, slovenský malíř († 13. března 1921)
- 18. února – Alexander Kielland, norský spisovatel († 6. dubna 1906)
- 7. března – Luther Burbank, americký botanik a šlechtitel († 11. dubna 1926)
- 10. března – Ľudovít Vladimír Rizner, zakladatel slovenské bibliografie († 7. října 1913)
- 19. března – Alfred von Tirpitz, německý velkoadmirál († 6. března 1930)
- 26. března – Armand Peugeot, průmyslník, průkopník automobilismu († 2. ledna 1915)
- 6. dubna – John William Waterhouse, anglický malíř († 10. února 1917)
- 20. dubna – Nikolaj Ivanovič Něbogatov, kontradmirál ruského carského námořnictva († 4. srpna 1922)
- 25. dubna – Felix Klein, německý matematik († 22. června 1925)
- 3. května
  - Bertha Benzová, manželka Karla Benze, první řidička automobilu († 5. května 1944)
  - Bernhard von Bülow, německý diplomat a státník († 28. října 1929)
  - Jacob Augustus Riis, americký fotograf, sociolog, novinář a spisovatel († 26. května 1914)

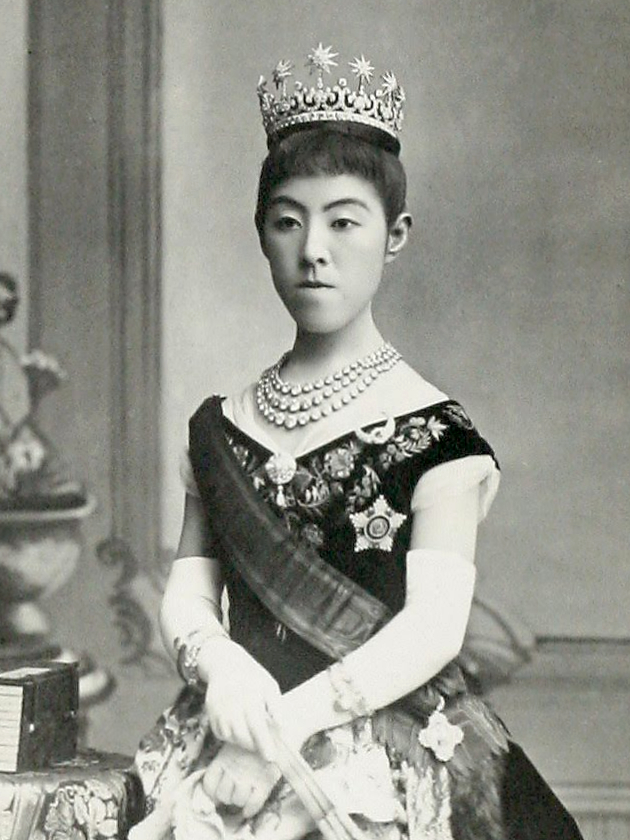
Císařovna Šóken (* 9. května)

- Císařovna Šóken (* 9. května)9. května – Císařovna Šóken, choť císaře Meidžiho Japonského († 9. dubna 1914)
- 16. května – Ernest Marie Louis Bedel, francouzský entomolog († 26. ledna 1922)
- 18. května – Julian Niedzielski, rakouský architekt († 20. října 1901)
- 21. května – Édouard-Henri Avril, francouzský malíř († 28. července 1928)
- 23. května – Károly Khuen-Héderváry, premiér Uherska († 16. února 1918)
- 26. června – Sarah Angelina Acland, anglická fotografka († 2. prosince 1920)
- 29. června – Sergej Witte, premiér Ruska († 13. března 1915)
- 2. července – Marie Tereza Rakouská-Este, rakouská arcivévodkyně, bavorská královna († 3. února 1919)
- 5. července – William Thomas Stead, anglický novinář a redaktor († 15. dubna 1912)
- 13. července – Hermann Helmer, rakouský architekt († 2. dubna 1919)
- 18. července – Hugo Riemann, německý hudební teoretik a skladatel († 10. července 1919)
- 22. července – Emma Lazarus, americká básnířka a novinářka († 19. listopadu 1887)
- 25. července – Richard Lydekker, britský přírodovědec († 16. dubna 1915)
- 29. července – Max Nordau, maďarský sionistický vůdce, lékař a spisovatel († 23. ledna 1923)
- 1. srpna – George Dawson, kanadský vědec a zeměměřič († 2. března 1901)
- 2. srpna – Marie Pia Neapolsko-Sicilská, sicilská princezna a parmská vévodkyně († 29. září 1882)
- 8. srpna – Věra Zasuličová, ruská marxistická spisovatelka a revolucionářka († 8. května 1919)
- 2. září – Alexander von Krobatin, ministr války Rakouska-Uherska († 27. prosince 1933)
- 6. září – Guido von Call, předlitavský politik († 12. května 1927)
- 26. září – Ivan Petrovič Pavlov, ruský fyziolog a psycholog († 27. února 1936)
- 30. září – Michał Bobrzyński, polský historik, státní úředník a politik († 2. července 1935)
- 23. října – Kinmoči Saiondži, premiér Japonska († 24. listopadu 1940)
- 24. října – Fran Šuklje, zemský hejtman Kraňska († 18. srpna 1935)
- 26. října – Ferdinand Georg Frobenius, německý matematik († 31. srpna 1917)
- 19. listopadu – James Mason, irský šachový mistr († 15. ledna 1905)
- 22. listopadu – Christian Rohlfs, německý expresionistický malíř († 8. ledna 1938)
- 24. listopadu
  - Frances Hodgson Burnettová, americká spisovatelka († 20. října 1924)
  - Benedikt Niese, německý filolog a historik († 1. února 1910)
- 29. listopadu
  - John Ambrose Fleming, britský fyzik († 18. dubna 1945)
  - Ján Ružiak, slovenský politik († 28. prosince 1921)
- 6. prosince – August von Mackensen, pruský a německý polní maršál († 8. listopadu 1945)
- 16. prosince – Gyula Kőnig, maďarský matematik († 8. dubna 1913)
- 27. prosince – Alice Bourbonsko-Parmská, toskánská velkovévodkyně († 16. ledna 1935)
- 28. prosince – Herbert von Bismarck, německý politik († 18. září 1904)
- ? – Klemens Bachleda, polský horský průvodce († 7. srpen 1910)
- ? – Florian Biesik, spisovatel píšící ve vilamovštině († ?)
- ? – Teofil Kotykiewicz, vídeňský stavitel varhan († 17. února 1920)
- ? – Joaquim de Vasconcelos, portugalský historik a kritik umění († 1936)
- ? – Karl Friedrich Wunder, německý fotograf († 1924)
- ? – Muhammad Abdo, egyptský islámský teolog, reformátor a publicista († 11. července 1905)

## Úmrtí

### Česko

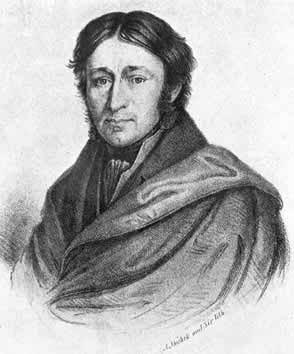
Jan Svatopluk Presl († 6. dubna)

- 8. ledna – Václav Alois Svoboda, básník a překladatel (* 8. prosince 1791)
- 5. března – Alois Josef Schrenk, pražský arcibiskup (* 24. března 1802)
- 6. dubna – Jan Svatopluk Presl, přírodovědec (* 4. září 1791)
- 29. července – František Alexandr Heber, pražský kupec a amatérský historik (* 19. července 1815)
- 17. srpna – Joseph Alois von Helm, rektor olomoucké univerzity a starosta Olomouce (* 14. července 1795)
- 19. srpna – Antonín Doležálek, vychovatel slepých (* 3. dubna 1799)
- 25. srpna – Vojtěch Suchý, miniaturista (* 27. dubna 1783)
- 13. září – Jan Lillich, děkan teologické fakulty v Olomouci (* 4. prosince 1810)
- září – August Corda, mykolog a fytopaleontolog (* 22. října 1809)

### Svět

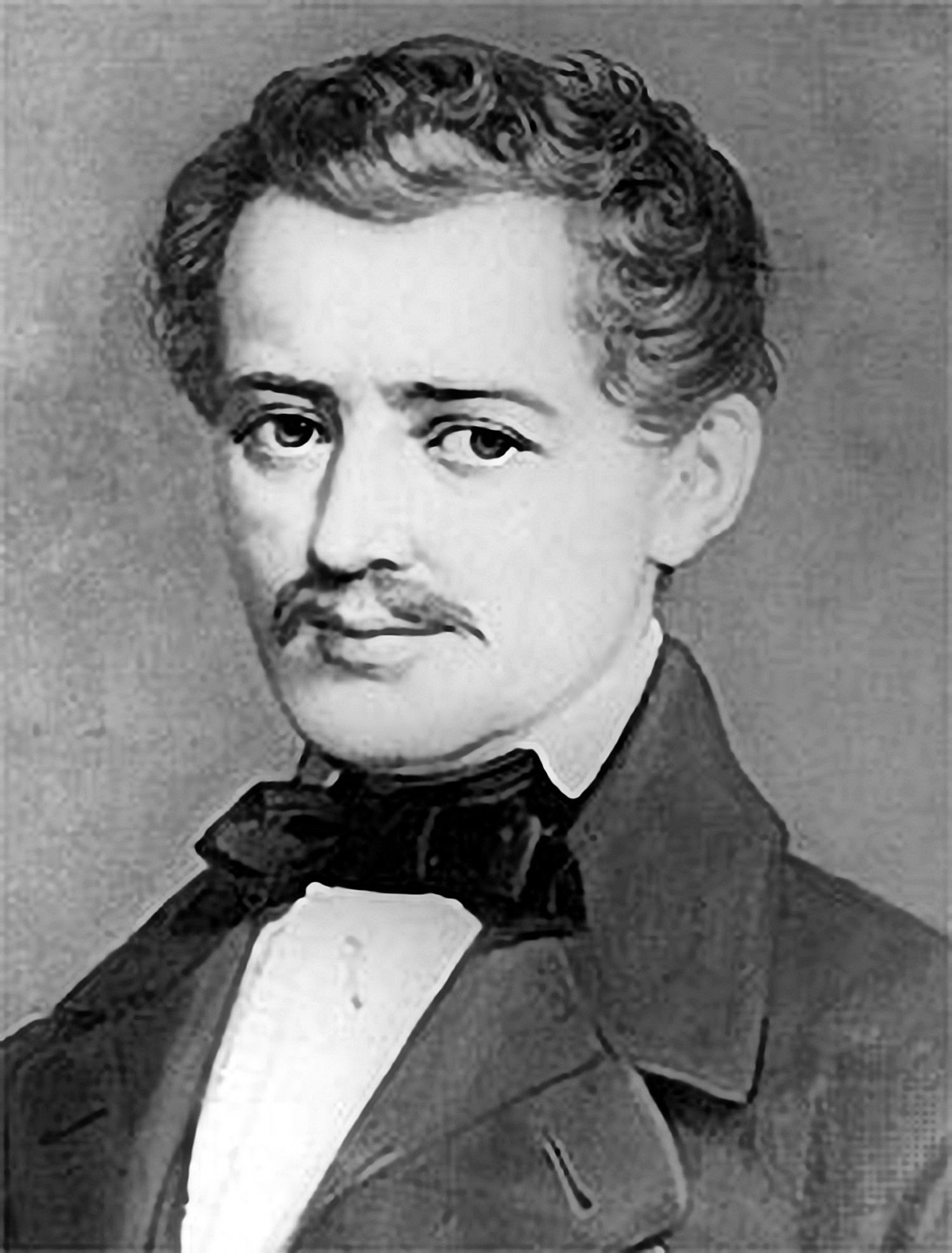
Johann Strauss starší († 25. září)

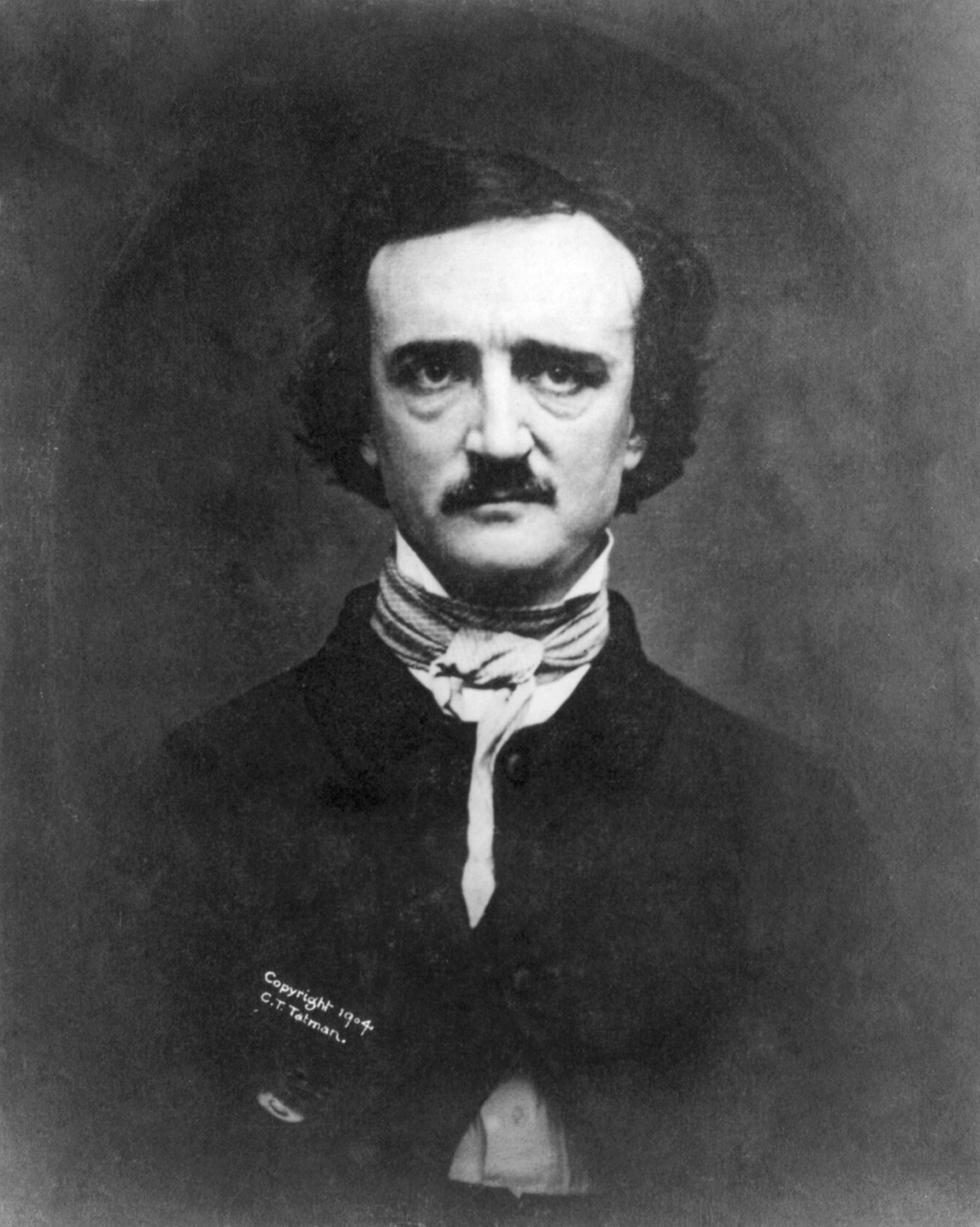
Edgar Allan Poe († 7. října)

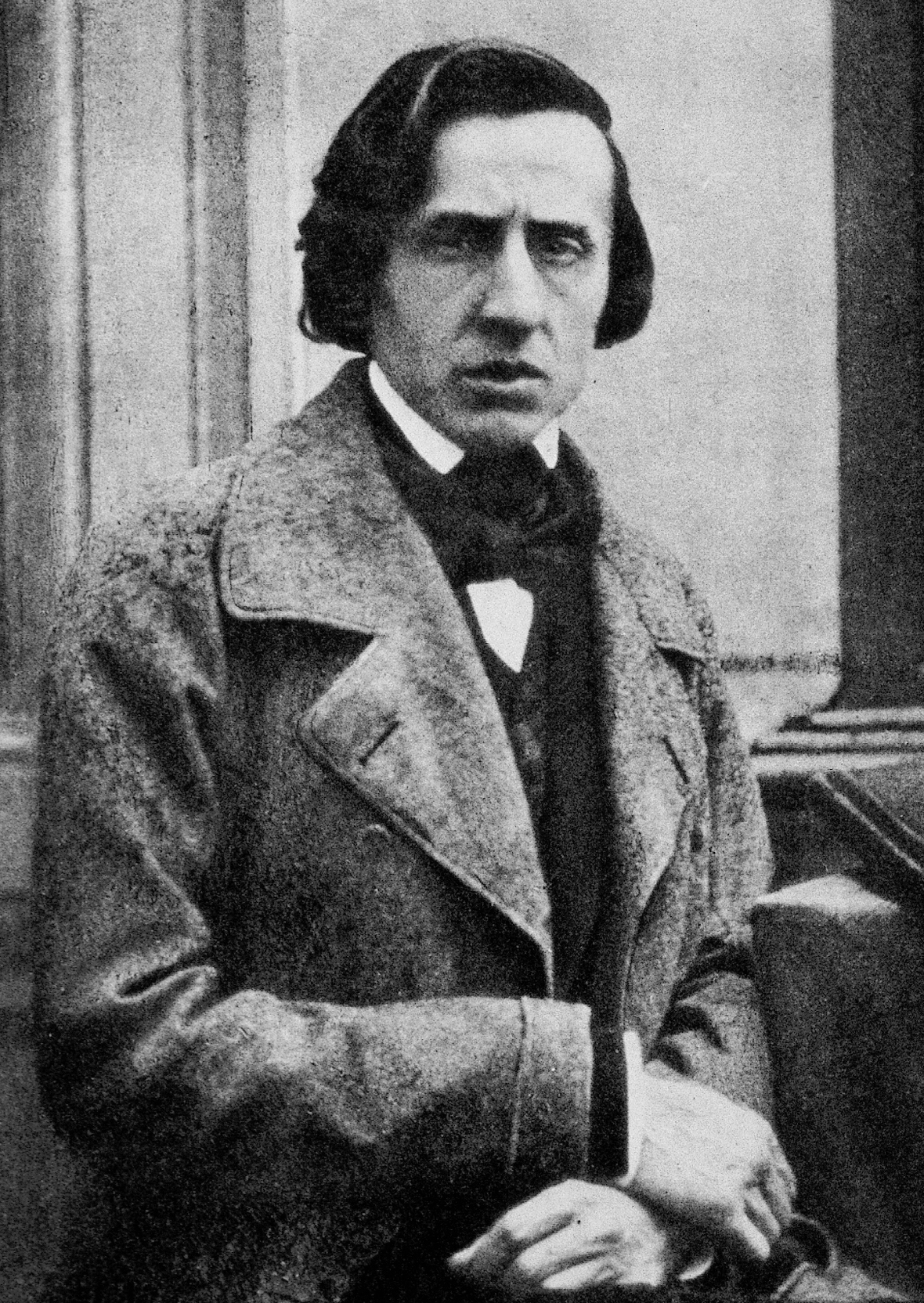
Fryderyk Chopin († 17. října)

- 4. ledna – Franz Xaver Gabelsberger, německý vynálezce těsnopisu (* 9. února 1789)
- 3. března – James Justinian Morier, britský diplomat a spisovatel (* 1780)
- 10. března – Robert Shaw, britský poslanec a bankéř (* 29. ledna 1774)
- 11. března – Marie Kristýna Neapolsko-Sicilská, neapolsko-sicilská princezna a manželka sardinského krále Karla Felixe (* 1779)
- 15. března – Giuseppe Gasparo Mezzofanti, italský kardinál a polyglot (* 19. září 1774)
- 28. března – Stephan Endlicher, německý a rakouský botanik (* 24. června 1804)
- 30. března – Ernst von Hügel, württemberský generál a ministr (* 26. března 1774)
- 3. dubna – Juliusz Słowacki, polský dramatik, básník a filosof (* 4. září 1809)
- 14. dubna – Ján Hollý, slovenský kněz, básník a překladatel (* 24. března 1785)
- 10. května – Kacušika Hokusai, japonský malíř a dřevorytec (* 1760)
- 11. května
  - Otto Nicolai, německý hudební skladatel a dirigent (* 9. června 1810)
  - Juliette Récamierová, hostitelka pařížského salonu (* 4. prosince 1777)
- 28. května – Anne Brontëová, anglická spisovatelka (* 17. ledna 1820)
- 9. června – Thomas Robert Bugeaud, francouzský generál (* 15. října 1784)
- 10. června
  - Friedrich Kalkbrenner, německo-francouzský klavírista a skladatel (* 7. listopadu 1785)
  - Alois von Beckh Widmanstätten, rakouský tiskař a vědec (* 13. července 1753)
- 15. června – James K. Polk, americký prezident (* 3. listopadu 1795)
- 2. července – Áron Gábor, národní hrdina Maďarské revoluce (* 27. listopadu 1814)
- 12. července – Dolley Madisonová, manželka prezidenta J. Madisona (* 20. května 1768)
- 14. července – François Hubert Prume, belgický houslista a skladatel (* 3. června 1816)
- 28. července
  - Karel Albert Sardinský, sardinsko-piemontský král (* 2. října 1798)
  - Gabriel Jean Joseph Molitor, francouzský generál (* 7. března 1770)
- 31. července – Sándor Petőfi, maďarský básník (* 1. ledna 1823)
- 2. srpna – Muhammad Alí Paša, egyptský vojevůdce a diktátor (* 1769)
- 1. září – Pavel Vasiljevič Čičagov, ruský admirál (* 8. července 1767)
- 5. září – Antun Nemčić, chorvatský spisovatel (* 14. ledna 1813)
- 25. září – Johann Strauss starší, rakouský skladatel (* 14. března 1804)
- 3. října – Johann Philipp Neumann, rakouský fyzik, knihovník a básník (* 27. prosince 1774)
- 6. října – Lajos Batthyány, první předseda maďarské parlamentní vlády (* 10. února 1807)
- 7. října – Edgar Allan Poe, americký spisovatel (* 19. ledna 1809)
- 17. října – Fryderyk Chopin, polský hudební skladatel (* 22. února 1810)
- 14. listopadu – Wilhelm Daniel Joseph Koch, německý botanik a lékař (* 5. března 1771)
- 27. listopadu – Te Rauparaha, maorský náčelník (* 1760)
- 1. prosince – Ebenezer Elliott, anglický básník (* 17. března 1781)
- 2. prosince – Adelheid Sasko-Meiningenská, britská královna, manželka Viléma IV. (* 13. srpna 1792)
- 12. prosince – Marc Isambard Brunel, francouzsko-britský inženýr, architekt a vynálezce (* 25. dubna 1769)
- 14. prosince – Conradin Kreutzer, německý hudební skladatel (* 22. listopadu 1780)
- 15. prosince – Ferdinand Karel Viktor Rakouský-Este, rakouský arcivévoda a modenský princ (* 20. července 1821)
- 16. prosince – Johann Heinrich Fenner von Fenneberg, německý lékař a básník (* 25. prosince 1774)
- 20. prosince – William Miller, americký baptistický misionář (* 15. února 1782)

## Hlavy států

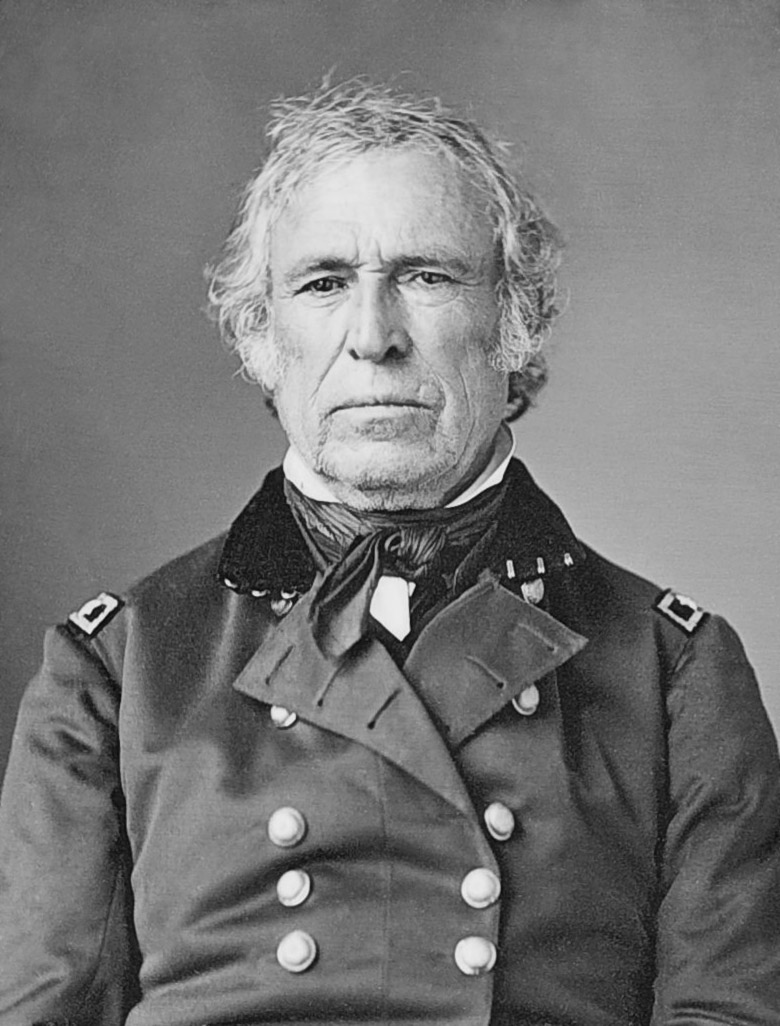
Americkým prezidentem se stal Zachary Taylor

- Francie – Ludvík Napoleon (1848–1852)
- Království obojí Sicílie – Ferdinand II. (1830–1859)
- Osmanská říše – Abdülmecid I. (1839–1861)
- Prusko – Fridrich Vilém IV. (1840–1861)
- Rakouské císařství – František Josef I. (1848–1916)
- Rusko – Mikuláš I. (1825–1855)
- Spojené království – Viktorie (1837–1901)
- Španělsko – Isabela II. (1833–1868)
- Švédsko – Oskar I. (1844–1859)
- USA – James K. Polk (1845–1849) do 4. března / Zachary Taylor (1849–1850) od 4. března
- Papež – Pius IX. (1846–1878)
- Japonsko – Kómei (1846–1867)
- Lombardsko-benátské království – Josef Radecký